# Sykológos (Héraklion)
Sykológos, en grec moderne : Συκολόγος, est un village du dème de Viánnos, en Crète, en Grèce. Selon le recensement de 2011, la population de Sykológos compte 314 habitants. Le village est situé à une altitude de 580 m et à une distance de 75 km de Héraklion.